# 北半町西
北半町西（きたはんちょうにし）は、大阪府堺市堺区にある地名。2024年現在丁を持たない単独町名。住居表示は実施済。

## 地理
堺区の北部に位置する。北は七道西町、並松町、東は北半町東、南は北旅籠町西、西は三宝町に接する。

## 歴史

### 地名の由来
「北半町」の地名は、大坂夏の陣後の復興の際、町割りで南北両端の区画が少し半端になったことに由来する。

### 沿革
1959年（昭和34年）まで1丁があった。
- 1872年（明治5年）、北半町の一部と西方の七堂ヶ浜に至る地より成立。堺町に所属。
- 1880年（明治13年）、郡区町村編制法の施行により、堺区の所属となる。
- 1889年（明治22年）、市制施行により、堺市の所属となる。
- 1945年（昭和20年）、一部を三宝町1 - 9丁に編入。
- 1969年（昭和44年）、一部を七道西町に編入し、北半町の一部を編入[8]。
- 2006年（平成18年）、堺市が政令指定都市に移行し、行政区を設置。北半町西は堺区の所属となる。

## 世帯数と人口
2024年（令和6年）4月30日現在の世帯数と人口は以下の通りである。
| 町名     | 世帯数 | 人口  |
| -------- | ------ | ----- |
| 北半町西 | 67世帯 | 114人 |

### 人口の変遷
| 1995年（平成7年）  | 125人 | [ 9 ]  |  |
| 2000年（平成12年） | 120人 | [ 10 ] |  |
| 2005年（平成17年） | 110人 | [ 11 ] |  |
| 2010年（平成22年） | 111人 | [ 12 ] |  |
| 2015年（平成27年） | 115人 | [ 13 ] |  |
| 2020年（令和2年）  | 123人 | [ 14 ] |  |

### 世帯数の変遷
| 1995年（平成7年）  | 54世帯 | [ 9 ]  |  |
| 2000年（平成12年） | 50世帯 | [ 10 ] |  |
| 2005年（平成17年） | 48世帯 | [ 11 ] |  |
| 2010年（平成22年） | 49世帯 | [ 12 ] |  |
| 2015年（平成27年） | 43世帯 | [ 13 ] |  |
| 2020年（令和2年）  | 48世帯 | [ 14 ] |  |

## 学区
市立小・中学校に通う場合、学区は以下の通りとなる。
| 町名     | 番   | 小学校           | 中学校           |
| -------- | ---- | ---------------- | ---------------- |
| 北半町西 | 全域 | 堺市立錦西小学校 | 堺市立月州中学校 |

## 事業所
2021年（令和3年）現在の経済センサス調査による事業所数と従業員数は以下の通りである。
| 町名     | 事業所数 | 従業員数 |
| -------- | -------- | -------- |
| 北半町西 | 11事業所 | 46人     |

## 交通

### 道路
- 大道筋（堺市道並松綾之西1号線）

## 施設
- 宗見寺
- 宗宅寺

## 郵便
- 郵便番号：590-0921[3]（集配局：堺郵便局[17]）。